# ستيفن لابيرج
ستيفن لابيرج (مواليد سنة 1947) (بالإنجليزية: Stephen LaBerge)‏ هو عالم فيزيولوجي أمريكي متخصص في الدراسة العلمية للأحلام الصافية (Lucid dreams). في عام 1967 حصل على درجة البكالوريوس في الرياضيات. بدأ البحث في مجال الأحلام الصافية للحصول على الدكتوراه، في الفسيولوجيا النفسية من جامعة ستانفورد، والتي حصل عليها في عام 1980. طور تقنيات لتمكين نفسه والباحثين الآخرين من الدخول في حالة حلم صافي بشكل إرادي. في عام 1987، أسس معهد (Lucidity Institute)، وهي منظمة تُروّج للبحث في الأحلام الصافية، فضلاً عن تنظيم دورات للعامة حول كيفية تحقيق حلم صافي.